# Here I Am (Rick Ross)
"Push It" is de vijfde single van de rapper Rick Ross. Het nummer staat op zijn derde album Trilla. De single is geproduceerd door Drumma Boy en is uitgegeven in maart 2008. Ross heeft dit nummer zelf geschreven.

## Hitnotering
| Chart                                | Positie |
| ------------------------------------ | ------- |
| U.S. Billboard Hot 100               | 41      |
| U.S. Billboard Hot R&B/Hip-Hop Songs | 9       |
| U.S. Billboard Hot Rap Tracks        | 5       |